# Hans Eysenck
Hans Jürgen Eysenck (Berlín, Alemania; 4 de marzo de 1916 - Londres, Inglaterra; 4 de septiembre de 1997) fue un psicólogo alemán, que desarrolló casi toda su carrera profesional en Reino Unido. Se le recuerda sobre todo por su trabajo sobre la inteligencia, la personalidad, y la terapia conductual, aunque trabajó también en otros temas de la psicología. En el momento de su muerte, Eysenck era el psicólogo vivo más citado en la literatura de las revistas científicas con revisión por pares. Un estudio de 2019 lo consideró el tercero más controvertido de los 55 investigadores de la inteligencia.
La investigación de Eysenck pretendía demostrar que ciertos tipos de personalidad tenían un riesgo elevado de padecer cáncer y enfermedades cardíacas. Los estudiosos han detectado errores y sospechas de manipulación de datos en el trabajo de Eysenck, y grandes réplicas no han podido confirmar las relaciones que pretendía encontrar. Una investigación realizada por el King's College de Londres consideró que los trabajos de Eysenck eran "incompatibles con la ciencia clínica moderna".
En 2019, 26 de sus artículos (todos en coautoría con Ronald Grossarth-Maticek) fueron considerados "inseguros" por una investigación en nombre del King's College de Londres. Catorce de sus trabajos fueron retractados en 2020, y los journals emitieron 64 declaraciones de preocupación sobre publicaciones suyas. Rod Buchanan, biógrafo de Eysenck, ha argumentado que 87 publicaciones de Eysenck deberían ser retractadas.
Respecto de los estudios publicados por Hans Eysenck y Ronald Grossarth-Maticek, el psicólogo médico holandés Henk van der Ploeg informó ya en la década de 1990 que diferentes versiones de los datos mostraban diferentes fechas y causas de muerte de los participantes de la investigación, lo que sugiere que habían sido adulterados. Hermann Vetter, un estadístico con sede en Alemania, describió datos que muestran cero casos de cáncer de pulmón para las personalidades de “bajo riesgo”, con una avalancha de casos de cáncer que aparecen precisamente en el punto en el que las puntuaciones de personalidad cambian a una categoría de “alto riesgo”... Concluyó que los datos fueron “producidos artificialmente... sin introducir suficiente error aleatorio sobre ellos para que parecieran más naturales”. Los documentos publicados en el curso de un litigio contra las empresas tabacaleras, que financiaron parte del trabajo de Eysenck, muestran que incluso algunos estadísticos e investigadores de la industria expresaron en privado dudas sobre los resultados.

## Vida
En 1934 se vio forzado a emigrar de la Alemania nazi, refugiándose hasta 1939 en Francia y luego en el Reino Unido. Estudió en la Universidad de Londres, desplegando sus funciones como psicólogo entre los años 1942 y 1945 en el hospital londinense de Mill Hill y, desde 1945, en el hospital Maudsley dependiente de la Universidad de Londres. Entre 1950 y 1955 fue director de la Unidad de psicología del Instituto de psiquiatría y luego, entre 1955 y 1984, jefe de cátedra de la carrera de psicología en la Universidad de Londres, universidad en la que recibió el título de doctor emérito.
En 1952 publicó un artículo en el cual refería que la ausencia de tratamiento era igual o aun mejor que la psicoterapia psicoanalítica. Esto propulsó la investigación a nivel científico de los modelos terapéuticos conductistas. Generalmente se le consideraba un gran científico que demostró que la efectividad de la terapia conductual tiene una base empírica demostrada, pero esto se ha visto opacado por la salida a la luz, principalmente desde 2019, de la manipulación de datos en los estudios que Eysenck realizaba.
Sus postulados se encuentran dentro de las aproximaciones hacia la psicología diferencial de la personalidad, derivadas de una fundamentación teórica previa. Su modelo estructural es el más importante de entre los factoriales biológicos y en él quedan claramente señalados los correlatos que pueden servir como elementos de contraste en el análisis de la validez de las teorías taxonómicas. Dicho «paradigma de la personalidad» es considerado por algunos autores como el más sólido ofrecido por la Psicología. Debido a su afán por promover el método científico y las metodologías cuantitativas (por ejemplo, el análisis factorial) dentro de esta ciencia, Eysenck ha sido considerado por muchos como el padre de la psicología conductual. Por otra parte, se mostró muy crítico con la psicología dinámica (especialmente con el psicoanálisis) y el diagnóstico psiquiátrico.

## Los modelos factoriales biológicos
El de Eysenck es el modelo estructural más importante desarrollado bajo una serie de concepciones teóricas previas. En él queda señalado que los correlatos biológicos pueden servir como elementos de contraste en el análisis de la validez de las taxonomías. Sus ideas principales serán:
- Para describir la conducta, se utilizan los rasgos que caracterizan a los individuos según un grado.
- Existen tipos, o rasgos, que correlacionan entre sí constituyendo categorías de rango superior.
- Los tipos se basan en factores constitucionales, genéticos o innatos.

Antes de la obtención de los datos, Eysenck ya había postulado las principales dimensiones de la conducta humana.
Los cuatro temperamentos
Un antecedente remoto de dicho modelo se encuentra ya en las teorías de los humores de Hipócrates y Galeno, que provienen a su vez de la teoría de los cuatro elementos de Empédocles. Según estos modelos de la Antigüedad, se pueden distinguir distintas tipologías de temperamento en los individuos según su constitución física: sanguíneo (optimista), flemático (tranquilo), melancólico (depresivo) y colérico (irritable).

### El modelo PEN
En el campo de la psicología de la personalidad existen dos corrientes: una que afirma que la personalidad consta de tres dimensiones o superfactores, de la cual Eysenck fue su mayor defensor, y otro, actualmente más aceptado, que defiende que son cinco. Las tres dimensiones que postula el modelo PEN de Eysenck son la extraversión, el neuroticismo y el psicoticismo. Cada una de ellas está relacionada con lo que Eysenck consideró los motores de la conducta que son reproducción, conservación y autodefensa respectivamente. Además añadió un cuarto factor, la inteligencia, aunque nunca lo vinculó a su teoría PEN. Cada una de estas dimensiones tenía unas bases biológicas a nivel neuroquímico y estaba compuesta por nueve factores o rasgos.

#### Extraversión
La extraversión es la dimensión más trabajada por Eysenck. Se trata de una dimensión bipolar en la que en el extremo alto se encuentra la extraversión y en el otro extremo, el de las puntuaciones bajas, hallamos la introversión. Los nueve factores de esta dimensión son la sociabilidad, vivacidad, actividad, asertividad, buscador de sensaciones, despreocupación, dominancia, surgencia (espontaneidad) y aventurero. Detrás de esta dimensión estaría el SARA (Sistema de Activación Reticular Ascendente), que se encarga de activar la corteza cerebral. De este modo, las personas con una corteza cerebral muy activada no necesitarían más estimulación y evitarían excesivo contacto social, es decir, serían introvertidas y viceversa. Según Eysenck, esta es la dimensión social.

#### Neuroticismo (ansiedad)
Esta dimensión es tectónica, por lo que únicamente encontramos una patología en uno de los extremos de la misma: el polo alto en el neuroticismo, mientras que en el polo opuesto se encuentra el control de las emociones, es decir, la normalidad o estabilidad. Los nueve factores de la dimensión son la ansiedad, la depresión, el sentimiento de culpa, la baja autoestima, la tensión, la irracionalidad, la timidez, la tristeza y la emotividad. Las bases biológicas de esta dimensión están relacionadas con la activación del sistema nervioso autónomo. Según Eysenck, esta es la dimensión emotiva.

#### Psicoticismo
El psicoticismo fue la última dimensión en aparecer en su teoría y la más criticada (de hecho, los defensores de los modelos de 5 dimensiones subdividen esta en dos dimensiones, el autocontrol y la hostilidad). Los nueve factores de esta dimensión son la agresividad, la frialdad, el egocentrismo, la impersonalidad, la impulsividad, antisocial, la ausencia de empatía, la creatividad y la rigidez. Las bases biológicas de esta dimensión, mucho menos sólida que las de las otras dos dimensiones, se basan principalmente en el metabolismo de la serotonina. Esta dimensión, originalmente, se diseñó para detectar tendencias psicóticas en la población normal; sin embargo, los resultados muestran que la inmensa mayoría de la gente puntúa extremadamente bajo en esta escala (normalidad) y que los que puntúan alto no son psicóticos, sino más bien psicópatas. También correlaciona positivamente con los delincuentes. Según Eysenck, esta es la dimensión impulsiva.

#### Fundamentación biológica
Las dimensiones propuestas son concebidas en el ámbito del temperamento, desde lo que Eysenck denomina antecedentes distales, relativos a los determinantes biológicos. Por ello, estas dimensiones están fundamentadas en factores constitucionales de gran relevancia biológica, siendo denominadas como rasgos-fuente.
En cuanto a los antecedentes proximales, el sistema PEN representa un modelo causal de la personalidad, de corte biologicista, pues Eysenck sitúa las bases biológicas de la extraversión e introversión en centros corticales y subcorticales del cerebro, dentro del sistema nervioso central. Tiene mucho en cuenta el término arousal o activación cortical generalizada que, a su vez, depende del nivel de actividad del SARA.
Para él, el fundamento biológico del neuroticismo se encuentra en la actividad del cerebro visceral (hipocampo-amígdala, cíngulo, septum e hipotálamo), que produce un incremento de la activación del sistema nervioso autónomo. El elemento clave aquí es un nivel elevado de activación del sistema límbico, que se manifiesta en un exceso de activación emocional en respuesta a los estímulos estresantes y situaciones amenazantes. Las personas que puntúan bajo en Neuroticismo presentan una baja labilidad del sistema autónomo.
En cuanto al psicoticismo, el asunto no está tan claro, pero sí se expresa que se trata de una base genética importante. Esta dimensión se asoció inicialmente con bases hormonales, pero recientemente se ha dicho que es una asociación entre el psicoticismo y diversos factores bioquímicos, principalmente la actividad de la serotonina: bajos niveles de 5-HT serían los responsables de la desinhibición que manifiestan estos sujetos en cuanto a impulsividad, agresividad...

#### Nivel jerárquico de respuestas
Eysenck determinó una estructura de la personalidad ya que añade un nivel jerárquico de las respuestas, pudiéndose ordenar el comportamiento en cuatro niveles diferentes:
- Respuestas específicas (primer nivel): se trata de respuestas dadas una vez en una situación particular y que no determinan por sí mismas la personalidad del sujeto. Por ejemplo, situación nueva a afrontar o vivencias de la cotidianidad.
- Respuestas habituales (segundo nivel): son respuestas dadas de manera frecuente en situaciones parecidas, se asemejan a un estilo de personalidad. Por ejemplo, si se realiza un test de nuevo, las respuestas dadas serán semejantes.
- Rasgos (tercer nivel): las respuestas habituales darán lugar a un rasgo de la personalidad. Estos rasgos son, por ejemplo, sociabilidad, impulsividad, amabilidad, vivacidad...
- Dimensiones (cuarto nivel): se trata de un aspecto general que comprende la agrupación de los rasgos, así se determina la forma de ser. Dentro de las dimensiones se encuentran la Extraversión, Neuroticismo y Psicoticismo.

## Modelo de Eysenck en la delincuencia
Según este modelo, la conducta delictiva puede considerarse como un proceso de adquisición de la conciencia moral a través del condicionamiento de evitación mediante el aprendizaje clásico.
La capacidad de condicionalidad va a determinar en el proceso de aprendizaje la capacidad para aprender una cosa u otra, sobre esta capacidad va a influir la excitación tanto del Sistema Arousal como del Sistema Límbico.
Las diferencias individuales de la personalidad están relacionadas con activación: los sujetos introvertidos (mayor nivel de activación cortico-reticular muestran mayor condicionalidad) interiorizan más fácilmente conductas convencionales, al contrario que los extrovertidos que serán más propensos a conductas antinormativas.
Existe también una relación entre el neuroticismo y la conducta delictiva, es como un mecanismo amplificador de la potencia de las tendencias de conducta del sujeto, por lo que un alto grado de neuroticismo va a interferir en el proceso de aprendizaje porque conducirá al extrovertido a ver fortalecido sus hábitos adquiridos.
Eysenck hipotetiza que el individuo delincuente tendrá una tendencia a ser un individuo con altas puntuaciones en las tres supradimensiones: Extroversión, Neuroticismo y Psicoticismo. 
Señala que los delincuentes tienen una baja activación que determinan una menor condicionalidad por lo que sienten una necesidad de estimulación y una gran tolerancia al castigo. También caracteriza al delincuente como neurótico (alta excitabilidad autónoma).

### Evidencia empírica
Son muchos los estudios realizados sobre la veracidad del modelo:
- Estudios con realización EPQ, Eysenck (1976), se compararon las puntuaciones obtenidas por un grupo de 606 prisioneros varones y un grupo de 518 sujetos de control. Señalaba un mayor nivel en psicoticismo y neuroticismo en institucionalizados y menor extraversión que en los sujetos control.
- Haapasalo (1990), EPQ a 92 varones institucionalizados y 343 adultos control. Constató que los delincuentes superaban a los individuos control en psicoticismo y neuroticismo, pero mostraban un menor nivel de extraversión.
- Núñez, Gil y Garrido (1990), con resultados similares a los anteriores.

Inicialmente se esperaba en estos estudios que los delincuentes tuvieran mayor nivel en las tres dimensiones, pero posteriormente se demostró que los niveles de extroversión eran más bajos en los sujetos institucionalizados. Se consideró la posibilidad de que la situación de encarcelamiento de lugar a que los sujetos respondan de un modo introvertido por un cambio en su personalidad condicionado por el internamiento.

## Comparación con otras teorías

### Modelos pentafactoriales (Big Five)
Actualmente están más aceptados los modelos de cinco dimensiones y de ellos el que más apoyo recibe es el de los Cinco Grandes. Realmente el Modelo de los cinco grandes no es un modelo único, sino que es un conjunto de modelos de diferentes autores que coinciden en que la personalidad puede ser explicada con cinco factores: la extraversión, la ansiedad (neuroticismo), el autocontrol o responsabilidad, la hostilidad/afabilidad y el intelecto. Así pues observamos como los dos primeros son idénticos a dos de las dimensiones del modelo PEN y como el psicoticismo da lugar a dos nuevas dimensiones, una centrada en el control de las propias emociones y la otra en la hostilidad o agresividad. Además incluyen dentro del modelo el intelecto (similar a la Inteligencia, pero más amplio) que ya trabajo Eysenck siempre por separado de su modelo PEN, si bien siempre reconoció que la inteligencia era un factor determinante en la personalidad del individuo.

### Modelo de 16 factores primarios
Se trata del modelo elaborado por Raymond Cattell. Encaminado a la elaboración de una taxonomía estructural de la personalidad, recogió datos a partir de tres fuentes:
- Los datos L, provenientes de la observación.
- Los datos Q, provenientes de los autoinformes.
- Los datos T, provenientes de la evaluación de pruebas objetivas.

Cattell se centra, básicamente, en un total de 16 rasgos-fuente, de orden primario, recogidos en 16 escalas de carácter bipolar. Doce serán provenientes de los datos L. Junto a los 16 factores primarios, existen 4 factores de segundo orden: ansiedad baja-ansiedad alta, introversión-extraversión, socialización-super ego y dependencia-independencia.

## Polémicas y denuncias sobre falseamiento de datos

### Investigaciones junto a Ronald Grossarth-Maticek
Un programa de investigación de Hans Eysenck llevado a cabo durante los años 1980s y 90s pretendía demostrar que ciertos tipos de personalidad tenían un riesgo elevado de padecer cáncer y enfermedades cardíacas. Los estudiosos han detectado errores y sospechas de manipulación de datos en el trabajo de Eysenck, y grandes réplicas no han podido confirmar las relaciones que pretendía encontrar. Una investigación realizada por el King's College de Londres consideró que los trabajos de Eysenck eran "incompatibles con la ciencia clínica moderna".
En 2019, 26 de sus artículos (todos en coautoría con Ronald Grossarth-Maticek) fueron considerados "inseguros" por una investigación en nombre del King's College de Londres. Esto llevó a 11 revistas de salud mental a retractar durante 2020 numerosos artículos de Eysenck. 
Eysenck y Grossarth-Maticek publicaron estudios sosteniendo que el cáncer y la cardiopatía coronaria son causados principalmente por factores psicosociales y por el tipo de personalidad, y que otros factores de riesgo bien establecidos, como el tabaquismo, son relativamente inocuos. Además, publicaron estudios controlados en los que comparaban a personas tratadas por Grossarth-Maticek mediante un tratamiento al que denominaron "terapia conductual de novación creativa" (Eysenck y Grossarth-Maticek, 1991) con personas no tratadas. De acuerdo a sus publicaciones, este tratamiento psicológico redujo la mortalidad por cáncer, cardiopatía coronaria y otras enfermedades médicas en un 50% en los años posteriores al tratamiento.
En algunos casos se realizó solo una sesión de terapia presencial y el resto de biblioterapia, entregando al cliente folletos para que lea en casa.
David Marks señala que:
“Hay múltiples aspectos de estas afirmaciones que son imposibles de creer. Por ejemplo, la afirmación de que la biblioterapia que consiste en lectura casera puede reducir la mortalidad relacionada con enfermedades humanas en un 50 por ciento es totalmente imposible de creer. Los datos están tan lejos del límite de una distribución normal de tamaños de efecto, que ciertamente nunca podrían haber sucedido sin error. H. J. Eysenck y R. Grossarth-Maticek legítimamente podrían ser canonizados como “San Hans” y “San Ronald” por hacer tales milagros si se pudieran probar sus afirmaciones, lo que nunca sucederá. Para su eterna vergüenza, los intentos de Hans Eysenck de desacreditar los vínculos causales bien establecidos entre el tabaquismo y el cáncer mientras recibía grandes sumas de la industria tabacalera son uno de los engaños más vergonzosos cometidos por cualquier científico del siglo XX.” (Marks, 2019, p. 3)

### Efectos de la terapia de aversión en pacientes homosexuales
Otra polémica fue la participación de Eysenck en desarrollar y promover la terapia de aversión en los años 70s. La polémica surgió por la implementación de este tratamiento en pacientes homosexuales. En ese momento no existía polémica sobre que la homosexualidad fuese o no una patología, se consideraba que sí lo era en el manual DSM. La polémica apareció por las consecuencias que la terapia conductual de aversión podía tener para los pacientes. La terapia consistía en asociar imágenes de actividad homosexual o de hombres atractivos con descargas eléctricas o drogas que inducían malestar y náuseas. Se hacía que los pacientes observaran las imágenes mientras se les inducía el malestar, a lo largo de varias sesiones, durante meses.
En 1972, el activista por los derechos de la comunidad gay Peter Tatchell ingresó protestando en un simposio del London Medical Group en el que Hans Eysenck estaba explicando la terapia de aversión. Tatchell sostuvo que se trataba de un método de tortura, y que él tenía conocimiento de casos de personas homosexuales que se habían vuelto depresivos crónicos como consecuencia del tratamiento de aversión. De acuerdo a Georg Rolls:
“Aunque Eysenck y otros defensores de la terapia de aversión afirmaban tasas de “curación” de hasta el 50 por ciento, estas afirmaciones nunca fueron respaldadas satisfactoriamente. Incluso hay reportes de que los pacientes que quedaban asexuales debido a la terapia eran contados entre los tratamientos exitosos. Muchos psiquiatras abandonaron el uso de la terapia de aversión no por alguna preocupación ética por sus pacientes o porque pensaran que tal tratamiento era inhumano, sino porque pensaban que simplemente no funcionaba. Se ha documentado que algunos hombres homosexuales que se sometieron a terapia de aversión han sufrido graves efectos psicológicos a largo plazo, como depresión, desesperación e intento de suicidio.” (Rolls, 2015, p. 204)
Actualmente se ha reportado de manera más general que la terapia de aversión no hace que las personas gays se vuelvan heterosexuales como antes se sostenía, y que esta terapia causa problemas graves como depresión y trastorno de estrés postraumático a las personas homosexuales.
En 2017, Wendy Burn, la presidenta del UK Royal College of Psychiatrists, pidió disculpas públicas a la comunidad gay por el trato al que fueron sometidos durante los 1970s. Burns sostuvo que "no hay palabras que puedan reparar el daño que se hizo a estas personas".

### Investigación sobre la efectividad de la terapia conductual vs. otras terapias psicológicas
Eysenck, siendo psicólogo, era sin embargo un opositor a la psicoterapia. Él diferenciaba claramente entre la psicoterapia y la terapia conductual, siendo de acuerdo a él solo esta última científica y, por esto, efectiva. Desde los años 1950s Eysenck afirmó en varios artículos y libros que la psicoterapia no produce mejoras en las psicopatologías e incluso puede ser dañina en algunos casos (Eysenck, 1952, 1961, 1966, 1987, 1991).
En sus publicaciones, Eysenck comparó las tasas de mejora de pacientes neuróticos que van a psicoterapia con las de mejora espontánea del mismo tipo de pacientes, y concluyó que la psicoterapia –incluyendo al psicoanálisis, a los enfoques eclécticos de psicoterapia y a todos los enfoques no conductistas– no producen ninguna mejora y sus efectos son iguales a los del no tratamiento. En un artículo de 1952 donde analizó 24 estudios, Eysenck sostuvo que aparentemente, mientras más los pacientes mentales van a sesiones de psicoterapia, menos mejoran (Eysenck, 1952).
Otros investigadores encontraron resultados opuestos a lo sostenido por Eysenck.
En una publicación de 1971, Bergin analizó los mismos 24 estudios que Eysenck había abordado en 1952, pero llegó a conclusiones distintas. De acuerdo a Bergin, los mismos pacientes que Eysenck había estudiado en realidad sí se beneficiaron de forma sustancial de la psicoterapia.
Durante los años 1980s la terapia cognitivo-conductual, que había sido creada en las décadas anteriores por Albert Ellis, Aaron Beck y otros especialistas, cada vez tuvo más influencia en el ámbito de la salud mental. Sin embargo, Eysenck se opuso a las innovaciones introducidas con la consideración de las variables cognitivas y de los pensamientos, lo que situaba a la teoría conductista en un marco teórico más amplio que la incluía y trascendía. Hans Eysenck era un partidario de que la terapia psicológica estuviera fuertemente vinculada a la teoría conductista, y se oponía a las distintas formas de psicoterapia por considerarlas no científicas. A la vez, respondió a las críticas de los psicoterapeutas cognitivos a la terapia conductual “pura”:
“Existe una creencia generalizada de que los terapeutas conductuales “asumen que lo que sucede subjetivamente dentro del paciente es irrelevante y que lo único que importa es cómo se comporta”… Los terapeutas cognitivos conductuales, como Beck (1976), Ellis (1974) y Mahoney (1977), declaran que la terapia conductual es simple y mecanicista, y que la terapia conductual estándar pasa por alto los pensamientos y sentimientos… Estas nociones son erróneas y carecen de sustancia.” (Eysenck, 1987, p. viii)
“El principal reclamo de la terapia conductual de un estatus científico más alto que la psicoterapia siempre ha sido su voluntad de intentar probar sus afirmaciones mediante experimentos clínicos reales y de emplear comparaciones empíricas entre diferentes tipos de tratamiento para establecer la superioridad de uno sobre los demás. Los psicólogos cognitivos han vuelto a las prácticas más antiguas de los psicoanalistas y psicoterapeutas, todos haciendo afirmaciones sin proporcionar pruebas de que estas afirmaciones estén realmente justificadas” (Eysenck, 1987, p. 15)
Uno de los artículos en que Eysenck sostuvo estas posiciones fue Creative Novation Behaviour Therapy as a Prophylactic Treatment for Cancer and Coronary Heart Disease, publicado en 1991 junto a Ronald Grossarth-Maticek. Allí los autores presentan una serie de resultados y estadísticas comparando las tasas de mortalidad por enfermedades médicas como el cáncer y la cardiopatía coronaria de pacientes tratados con terapia conductual y de aquellos que había ido a un psicoanálisis o a alguna otra forma de psicoterapia no conductual. Tras presentar sus resultados, concluyen:
“La impresión general que dan estos estudios con seguridad debe ser que el psicoanálisis y otras psicoterapias similares tienen una influencia negativa en la supervivencia, en comparación con las terapias a corto plazo que tienen poca o ninguna influencia en la supervivencia, mientras que la terapia conductual tiene una influencia muy positiva en la supervivencia.” (Eysenck & Grossarth-Maticek, 1991, p. 28)
“De hecho, existe buena evidencia de que incluso en los casos de trastorno mental, el psicoanálisis a menudo causa un daño considerable (Mays y Franks, 1985). Un modelo teórico para explicar estos resultados negativos del psicoanálisis y de la psicoterapia en general ha sido presentado en otro lugar (Eysenck, 1985); se aplicaría igualmente bien en el campo psicosomático que en el campo puramente psiquiátrico.” (Eysenck & Grossarth-Maticek, 1991, p. 29)
Este último artículo en especial es problemático puesto que, si bien otros investigadores en el ámbito de la psicoterapia habían hallado resultados contrarios a los reportados por Eysenck, este artículo en específico ha sido objeto de un cuestionamiento más fundamental, ya que presenta una serie de datos que han sido denunciados como fabricados, fraudulentos y manipulados de forma deliberada, de acuerdo a la investigación del King’s College London y a autores como Anthony Pelosi, David Marks y otros. Concretamente, este artículo en específico es parte de una serie de publicaciones de Eysenck que han sido retractadas en los años recientes por las revistas donde inicialmente aparecieron.

## Obras (selección)
- Estudio científico de la personalidad (1952)
- Usos y abusos de la psicología (1957)
- La dinámica de la ansiedad e histeria (1957)
- Las bases biológicas de la personalidad (1967)
- Manual de la personalidad anormal (1967)
- Raza, inteligencia y educación (1971)
- El estudio experimental de las teorías freudianas (1973)
- Sexo y personalidad (1976)
- La rata y el diván (1979)
- Inteligencia y lucha de la mente (1981)
- Un modelo para la inteligencia (1982)
- Decadencia y caída del imperio Freudiano (1985)
- Las causas y cuidados de la criminalidad (1988)
- Rebelde con causa -autobiografía de H.J. Eysenck- (1990)
- Rasgos de personalidad y conducta antisocial y delictiva (2003)